# گلاسگو
گلاسگو (به انگلیسی: Glasgow) بزرگ‌ترین شهر اسکاتلند و سومین شهر پرجمعیت در بریتانیا است. جمعیت خود شهر در سال ۲۰۲۲ حدود ۶۲۲٬۸۲۰ و جمعیت منطقه شهری گلاسگو و حومه حدود یک میلیون و ۸۰۰ هزار نفر تخمین زده شده‌است. این شهر در دوسوی رود کلاید توسعه یافته که از سمت غرب پس از گذر از کنار شبه‌جزیره کینتایر به اقیانوس اطلس شمالی می‌ریزد. گلاسگو دارای بزرگ‌ترین اقتصاد اسکاتلند و سومین شهر از نظر تولید ناخالص سرانه در کل بریتانیا است. موسسات عمده فرهنگی شهر گلاسگو مانند کلکسیون بارل، موزه و نگارخانه کلوینگروو، ارکستر سلطنتی ملی اسکاتلند، باله اسکاتلند و اپرای اسکاتلند از شهرت و اعتبار بین‌المللی برخوردارند.
 گلاسگوsettlement_typeگلاسگوجزیرهگلاسگوblank4_infoگلاسگوblank4_nameگلاسگوlatitudeگلاسگوشهرگلاسگوimage_skylineگلاسگوlongitudeگلاسگو
شهر گلاسگو در طول دوره‌های ویکتوریا و ادواردیان یعنی قرن ۱۹ و اوایل قرن ۲۰ میلادی به عنوان «دومین شهر بزرگ امپراتوری بریتانیا» شناخته می‌شده‌است. این شهر در سال ۱۹۹۰ به عنوان پایتخت فرهنگی اروپا و در سال ۱۹۹۹ به عنوان شهر برتر بریتانیا در معماری و طراحی برگزیده شد،
و بخاطر میراث معماری، فرهنگ و رسانه‌های پویا، هنر، موسیقی، ورزش و داشتن شبکه گسترده حمل و نقل عمومی زبانزد است. مارک مشهوری مانند ورساچه نخستین فروشگاه اختصاصی بریتانیایی خود را در این شهر تأسیس کرد. گلاسگو در سال ۲۰۱۴ میلادی میزبان بازی‌های کشورهای همسود بریتانیا، در سال ۲۰۱۸ میزبان نخستین مسابقات چند ورزشی قهرمانی اروپا، و یکی از شهرهای میزبان جام ملت‌های اروپا ۲۰۲۰ بود. گلاسگو بخاطر داشتن دو تیم فوتبال قدیمی رنجرز و سلتیک در دنیای فوتبال شناخته شده‌است. شهر گلاسگو در ماه نوامبر سال ۲۰۲۱ میزبان کنفرانس تغییرات آب‌وهوایی موسوم به COP26 بود.
از اهالی گلاسگو، با لهجه و گویش ویژه خود، همواره به عنوان یکی از صمیمی‌ترین مردم بریتانیا یاد می‌شود.

## تاریخچه
شهر گلاسگو از قرون وسطی تا سدهٔ ۱۷ میلادی تغییرات بزرگی به خود دید؛ از یک روستای معمولی در کرانهٔ رود کلاید و مرکزیت یک کلیسای جامع تبدیل به دومین شهر بزرگ امپراتوری بریتانیا شد. در سدهٔ ۱۵ میلادی، بنیان‌گذاری دانشگاه گلاسگو به رشد سریع شهر انجامید و باعث شد گلاسگو در دورهٔ موسوم به دورهٔ روشنگری اسکاتلند نقش بزرگی ایفا کند. در قرن ۱۶ و ۱۷ میلادی دوره‌ای که بسیاری از سرزمین‌های آمریکای شمالی (کانادا و ایالات متحدهٔ امروزی) به بریتانیا تعلق داشت، گلاسگو به پررونق‌ترین بندر تجارت با آمریکای شمالی تبدیل شد. سرمایه داران بریتانیایی با کمک دانش فنی، کشتیرانی پیشرفته و نیروی کار رایگان برده‌های سیاه در آمریکای شمالی و جزایر کارائیب به کاشت محصولات کشاورزی در ابعادی دست زدند که پیش از آن در تاریخ سابقه نداشت. این محصولات کشاورزی - از جمله توتون و تنباکو - در مقادیر کلان با کشتی به شهرهای غرب بریتانیا خصوصاً گلاسگو حمل می‌شد و از آنجا به سایر کشورهای اروپایی و آسیایی صادر می‌شد.

## انقلاب صنعتی

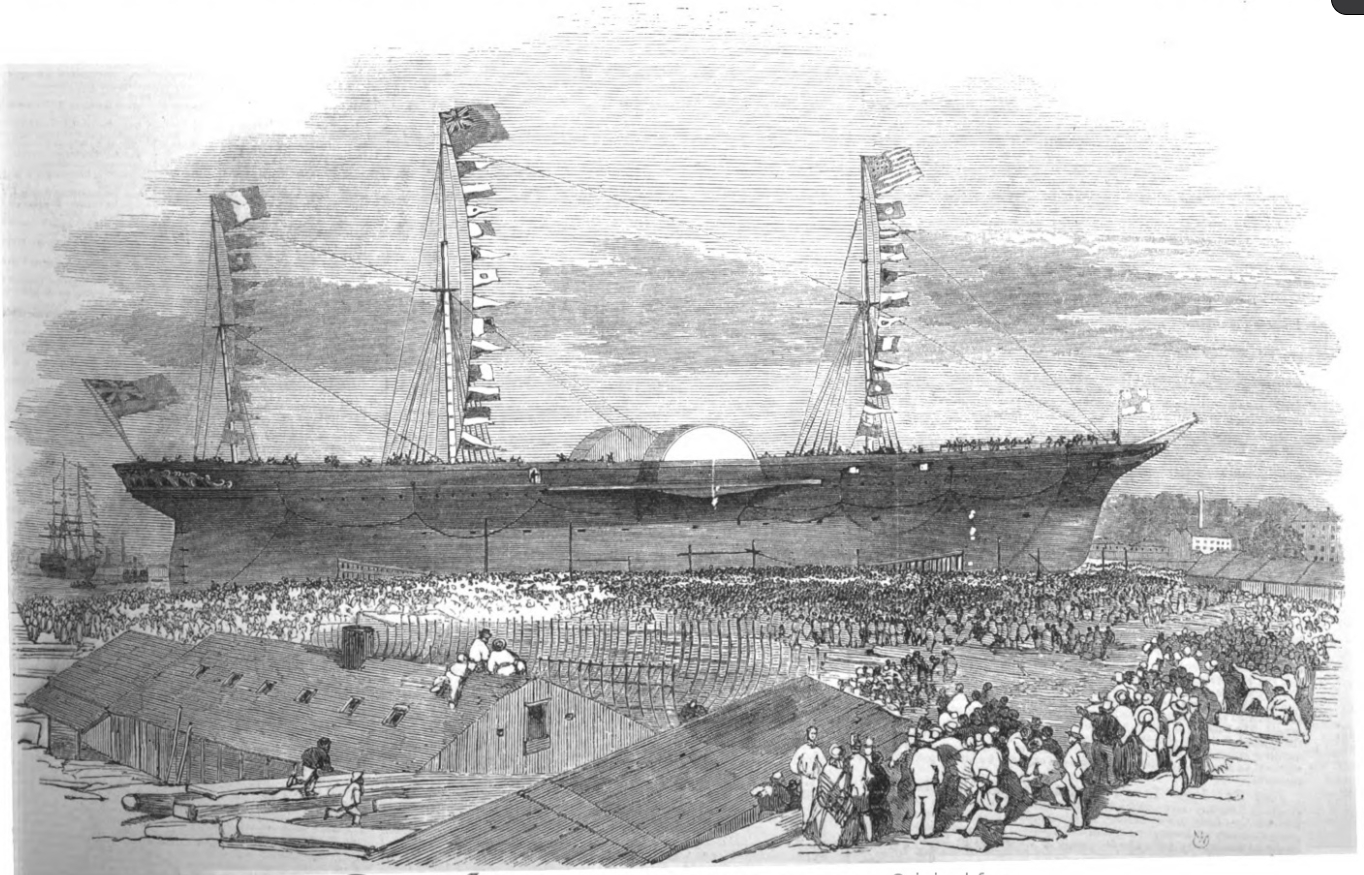
به‌آب‌اندازی کشتی بخار پرشیا (Persia) در سال ۱۸۵۵ در گلاسگو؛ پرشیا بزرگ‌ترین کشتی بخار زمان خود بود.

شهر گلاسگو از خاستگاه‌های انقلاب صنعتی در قرن ۱۸ و ۱۹ میلادی است. جیمز وات - مخترع موتور بخار، و جوزف بلک - کاشف دی‌اکسید کربن و معلم جیمز وات - هردو از مشاهیر این شهر هستند. در دورهٔ انقلاب صنعتی، گلاسگو به خاطر سابقهٔ تجارت دریایی و دارا بودن دانشگاه تبدیل به بزرگ‌ترین مرکز ساخت ماشین‌های سنگین مانند کشتی و لوکوموتیو در جهان شد. رونق تجارت و صنعت و رشد اقتصادی سریع منجر به رشد جمعیت و توسعهٔ شهر شد به طوری که جمعیت گلاسگو در دورهٔ حکومت ملکه ویکتوریا در سده ۱۹ میلادی از یک میلیون نفر فراتر رفت و این شهر را تبدیل به دومین شهر امپراتوری بریتانیا و چهارمین شهر بزرگ اروپا بعد از لندن، پاریس و برلین کرد. خدمات شهری و عمومی گلاسگو در این دوره توسعه زیادی پیدا کرد به طوری که این شهر دارای سومین متروی قدیمی جهان بعد از بوداپست و لندن است

## حمل و نقل

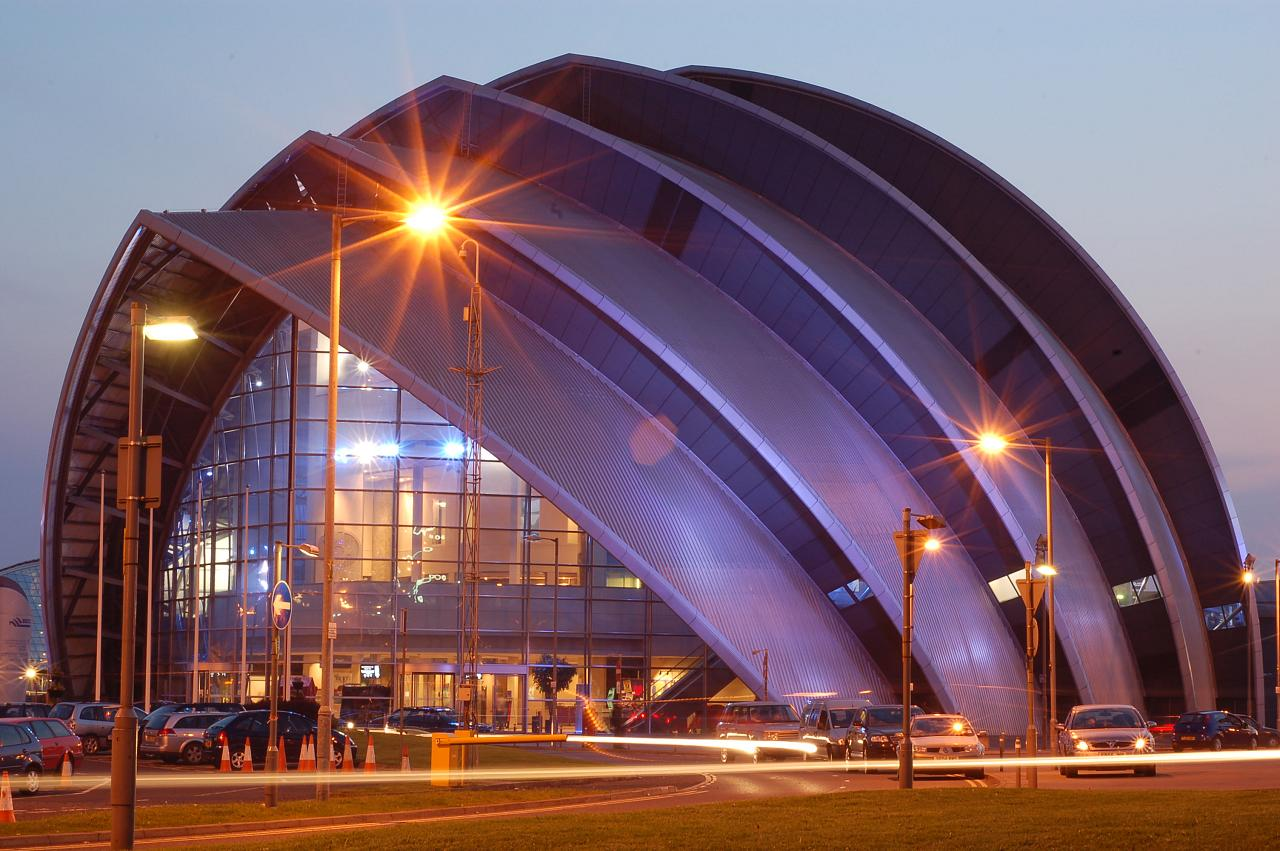
ساختمان مرکز همایش‌های اسکاتلند میزبان COP26 در کنار رود کلاید در گلاسگو

### حمل و نقل شهری
گلاسگو دارای شبکه راه‌آهن و اتوبوسرانی گسترده و منظم برای حمل و نقل درون‌شهری است. راه‌آهن درون‌شهری و سیستم متروی شهر توسط مؤسسهٔ دولتی حمل و نقل استرث کلاید (SPT) مدیریت می‌شود. سیستم راه‌آهن زیرزمینی یا متروی گلاسگو که به صورت یک بیضی ساخته شده، هستهٔ اصلی شهر را در شمال و جنوب رود کلاید پوشش می‌دهد. در کشور بریتانیا شهر گلاسگو دارای گسترده‌ترین شبکه حمل و نقل راه‌آهن درون‌شهری بعد از لندن است. چندین شرکت خصوصی شبکه حمل و نقل اتوبوسرانی را با نظارت شهرداری پوشش می‌دهند.

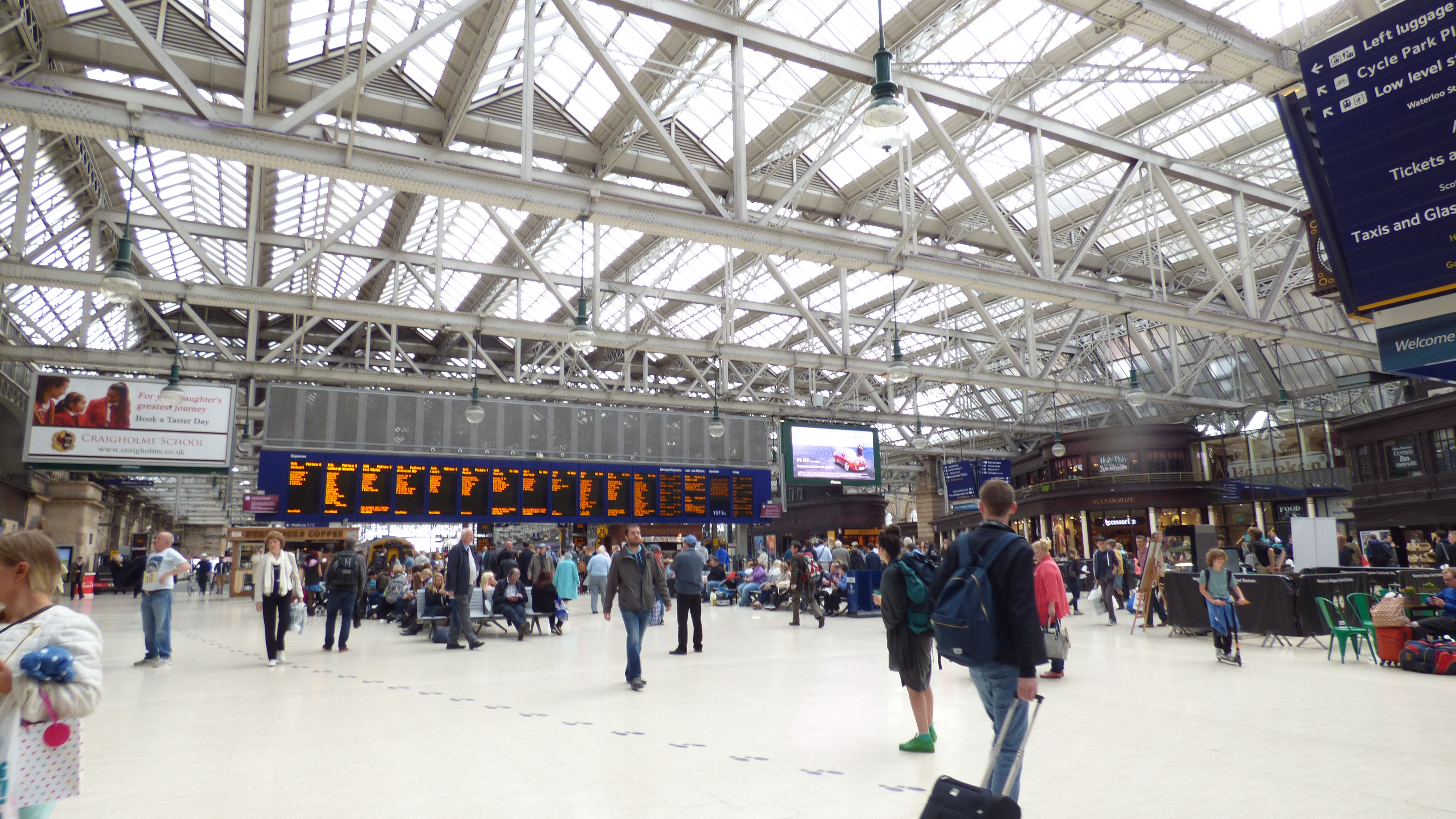
بخش میانی سالن ایستگاه مرگزی راه‌آهن گلاسگو

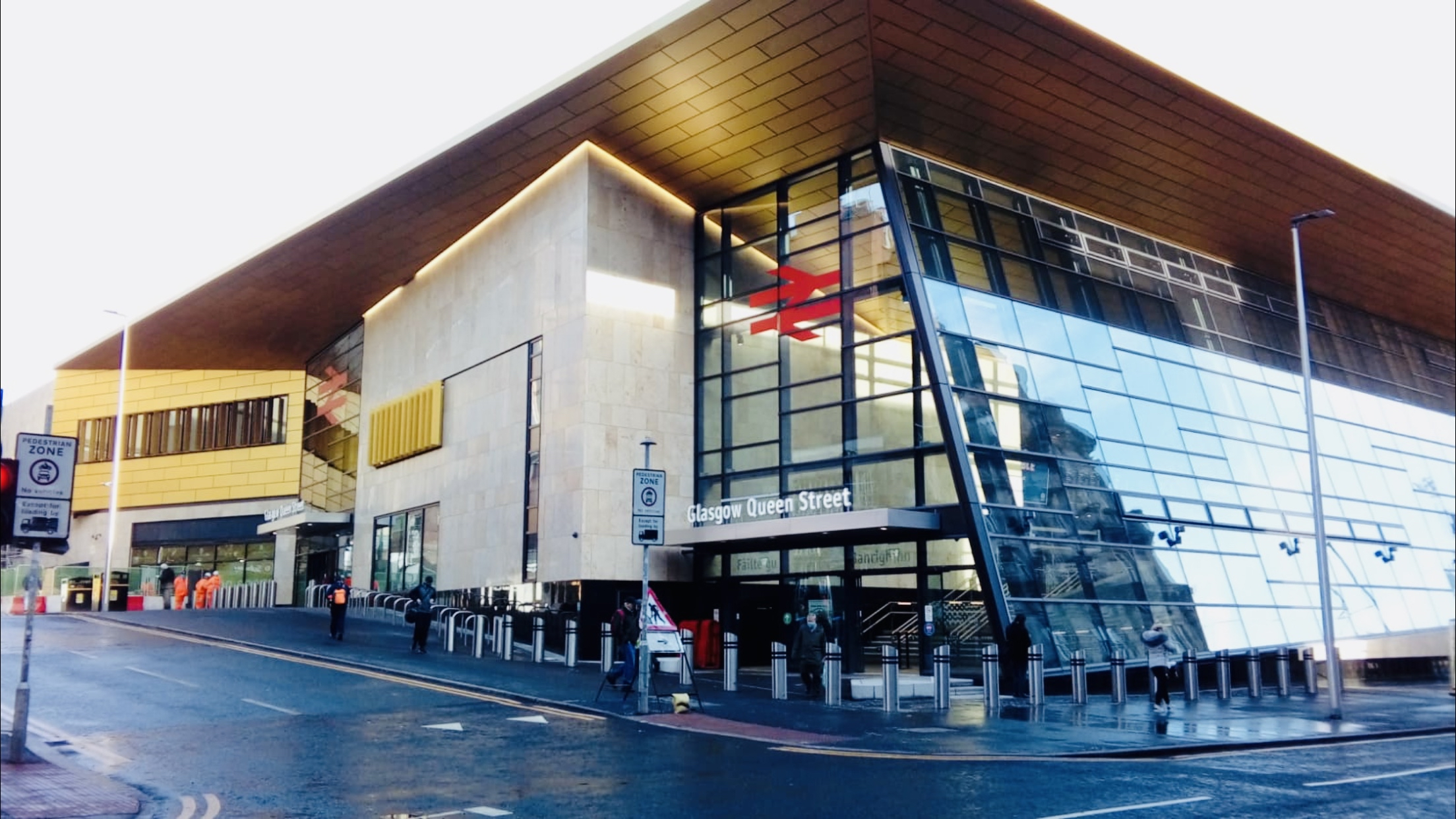
نمای بیرونی ایستگاه خیابان کویین

### مترو
متروی گلاسگو در سال ۱۸۹۶ تأسیس شده و هم‌اکنون دارای ۱ خط و ۱۵ ایستگاه می‌باشد، این مترو از قدیمی‌ترین متروهای جهان است.

### حمل و نقل بین شهری

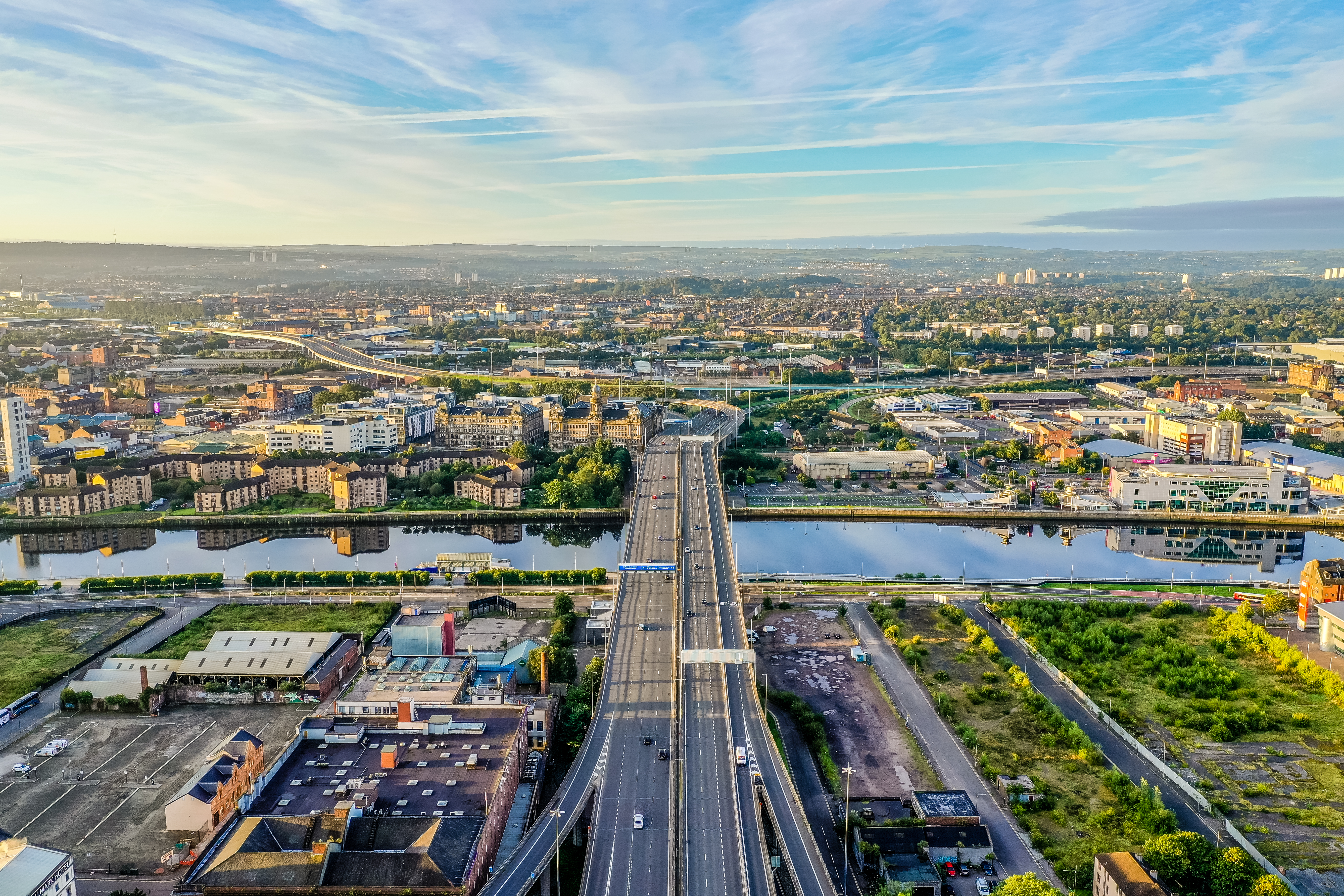
پُل کینگستون و بزرگراه M8

گلاسگو دارای دو ایستگاه مرکزی راه‌آهن است:
- ایستگاه مرکزی گلاسگو (انگلیسی: Glasgow Central Station) که علاوه بر قطارهای درون‌شهری، ارتباط گلاسگو را به شهرهای جنوبی و شرقی بریتانیا از طریق خط آهن برقرار می‌کند. شرکت‌های ویرجین (به انگلیسی: Virgin Trains) و نشنال اکسپرس (به انگلیسی: National Express) ارتباط مستقیم و سریع بین گلاسگو و لندن را برقرار می‌کنند.
- ایستگاه راه‌آهن خیابان کویین گلاسگو (انگلیسی: Queen Street Station) علاوه بر قطارهای درون‌شهری، ارتباط گلاسگو را با شهرهای شرقی و شمالی اسکاتلند برقرار می‌کند.

### فرودگاه‌ها
گلاسگو دارای ۲ فرودگاه بین‌المللی است:
- فرودگاه بین‌المللی گلاسگو - (کُد فرودگاه: GLA) در فاصله ۱۳ کیلومتری جنوب غربی مرکز شهر واقع شده‌است. از این فرودگاه پروازهای مستقیم به بسیاری از شهرهای مهم اروپا، آمریکای شمالی، آمریکای مرکزی، جزایر کارائیب، خاورمیانه و آسیا برقرار است. این فرودگاه دارای سرویس‌های منظم اتوبوس و تاکسی برای رفت‌وآمد به گلاسگو و شهرهای اطراف است. همچنین امکان کرایه اتومبیل در این فرودگاه وجود دارد.
- فرودگاه بین‌المللی گلاسگو پرستویک - (کُد فرودگاه: PIK) در فاصله ۵۱ کیلومتری جنوب غربی شهر گلاسگو در منطقهٔ ایرشایر واقع شده‌است.[۱۶] این فرودگاه عموماً میزبان شرکت‌های هواپیمایی ارزان قیمت است که تمام اروپا را پوشش می‌دهند. شرکت ایرلندی رایان ایر و شرکت لهستانی ویز ایر از جمله شرکت‌هایی هستند که شهر گلاسگو را از طریق فرودگاه پرستویک به اکثر نقاط اروپا متصل می‌کنند.[۱۷] این فرودگاه در مسیر سرویس راه‌آهن درون‌شهری و برون‌شهری گلاسگو قرار دارد، و در حال حاضر تنها فرودگاه دارای ایستگاه راه‌آهن دراسکاتلند است.[۱۸] سفر از فرودگاه تا مرکز شهر گلاسگو با ترن حدود ۴۵ دقیقه طول می‌کشد. علاوه بر این، سرویس‌های منظم اتوبوس و تاکسی و امکان کرایهٔ اتومبیل در این فرودگاه وجود دارد.

فرودگاه پرستویک که در دههٔ ۱۹۳۰ میلادی ساخته شده، در طول جنگ جهانی دوم مورد استفاده نیروی هوایی سلطنتی بریتانیا و سایر متفقین خصوصاً نیروی هوایی ایالات متحده قرار داشته‌است. تا پیش از بازنشسته شدن هواپیمای مافوق صوت کنکورد، فرودگاه پرستویک یکی از مراکز عمدهٔ نگهداری کنکورد و آموزش خلبانان آن بوده‌است. در دههٔ ۶۰ میلادی الویس پریسلی خواننده مشهور آمریکایی و اسکاتلندی‌تبار موسیقی راک اندرول از این فرودگاه وارد خاک بریتانیا شد.

## فوتبال

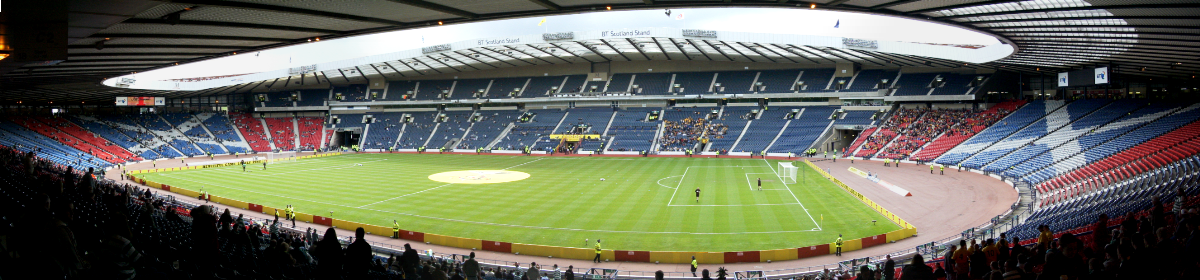
نمایی از ورزشگاه هَمدِن پارک در گلاسگو

اولین مسابقه بین‌المللی فوتبال جهان در سال ۱۸۷۲ بین تیم‌های انگلستان و اسکاتلند در منطقهٔ «پارتیک» شهر گلاسگو انجام شد، که با نتیجه صفر-صفر پایان یافت.
گلاسگو به همراه لیورپول و مادرید تنها شهرهای جهان هستند که هم‌زمان ۲ تیم فوتبال به مسابقات فینال اروپا فرستاده‌اند. در سال ۱۹۶۷ تیم فوتبال گلاسگو سِلتیک (Glasgow Celtic FC) در فینال باشگاه‌های اروپا (European Cup Final) شرکت داشت و هم‌زمان تیم گلاسگو رنجرز (Glasgow Rangers FC) در فینال جام قهرمانان اروپا (Cup Winners' Cup Final) توپ می‌زد.
گلاسگو دارای ۳ باشگاه حرفه‌ای فوتبال است: تیم‌های قدیمی گلاسگو رنجرز (Glasgow Rangers) و گلاسگو سِلتیک (Glasgow Celtic)، و تیم پارتیک تیسِل (Partick Thistle). بازیکنان باشگاه آماتور کوئینز پارک (Queen's Park FC) نیز در لیگ حرفه‌ای اسکاتلند بازی می‌کنند.
این شهر دارای ۳ ورزشگاه بزرگ فوتبال است: ورزشگاه سِلتیک پارک (Celtic Park) خانه تیم گلاسگو سِلتیک با ظرفیت ۶۰٫۸۳۲ نفر؛ ورزشگاه آیبراکس (Ibrox) خانه تیم گلاسگو رنجرز با ظرفیت ۵۱٫۰۸۲ نفر؛ و ورزشگاه هَمدِن پارک (Hamden Park) ورزشگاه ملی و خانه تیم ملی فوتبال اسکاتلند با ظرفیت فعلی ۵۲٫۷۶۰ نفر. ورزشگاه همدن پارک رکورددار تعداد تماشاچیان در مسابقات فوتبال اروپا است؛ در سال ۱۹۳۷ جمعیتی معادل ۱۴۹٫۵۴۷ نفر در این ورزشگاه شاهد بُرد ۳ بر ۱ تیم ملی اسکاتلند در مقابل تیم ملی انگلیس بودند. لازم است ذکر شود که در دهه ۳۰ میلادی وجود تعداد زیادی تماشاچی ایستاده در ورزشگاه‌های بریتانیا رواج داشته‌است.

## دانشگاه‌ها

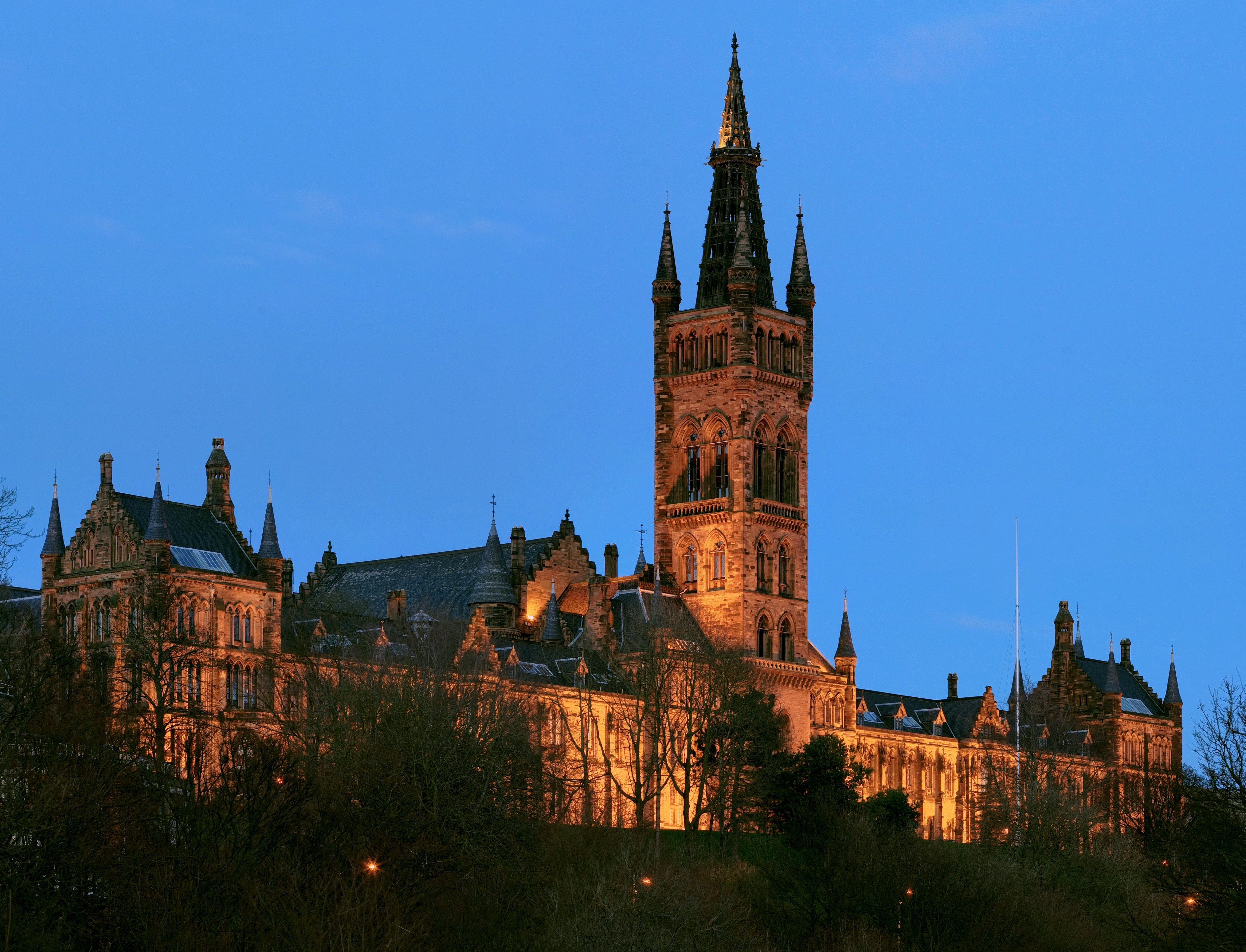
ساختمان اصلی دانشگاه گلاسگو

گلاسگو میزبان یکی قدیمی‌ترین دانشگاه‌های بریتانیا است. دانشگاه گلاسگو که در سال ۱۴۵۱ میلادی تأسیس شده، یکی از ۴ دانشگاه قدیمی بریتانیا است و نقش بسیار مهمی در دوران روشنگری اروپا و پس از آن در انقلاب صنعتی ایفا کرده‌است.
شهر گلاسگو با داشتن ۴ دانشگاه بزرگ، چند دانشکده و مؤسسهٔ آموزشی-هنری، و چندین دانشکدهٔ فنی و عمومی یکی از شهرهای مهم دانشگاهی بریتانیا است. بیش از ۱۷۰هزار دانش‌پژوه جوان در گلاسگو زندگی می‌کنند که به سرزنده بودن شهر و رونق کتابخانه‌ها، پاتوق‌های جوانان، مراکز موسیقی زنده، بارها و کلوپ‌های شبانه کمک زیادی کرده‌است. دانشگاه‌های بزرگ گلاسگو عبارت‌اند از:
- دانشگاه گلاسگو (University of Glasgow)
- دانشگاه استرتکلاید (University of Strathclyde)
- دانشگاه کلدونین گلاسگو (Glasgow Caledonian University)
- دانشگاه غرب اسکاتلند (University of the West of Scotland)
- مدرسه هنر گلاسگو (Glasgow School of Art)

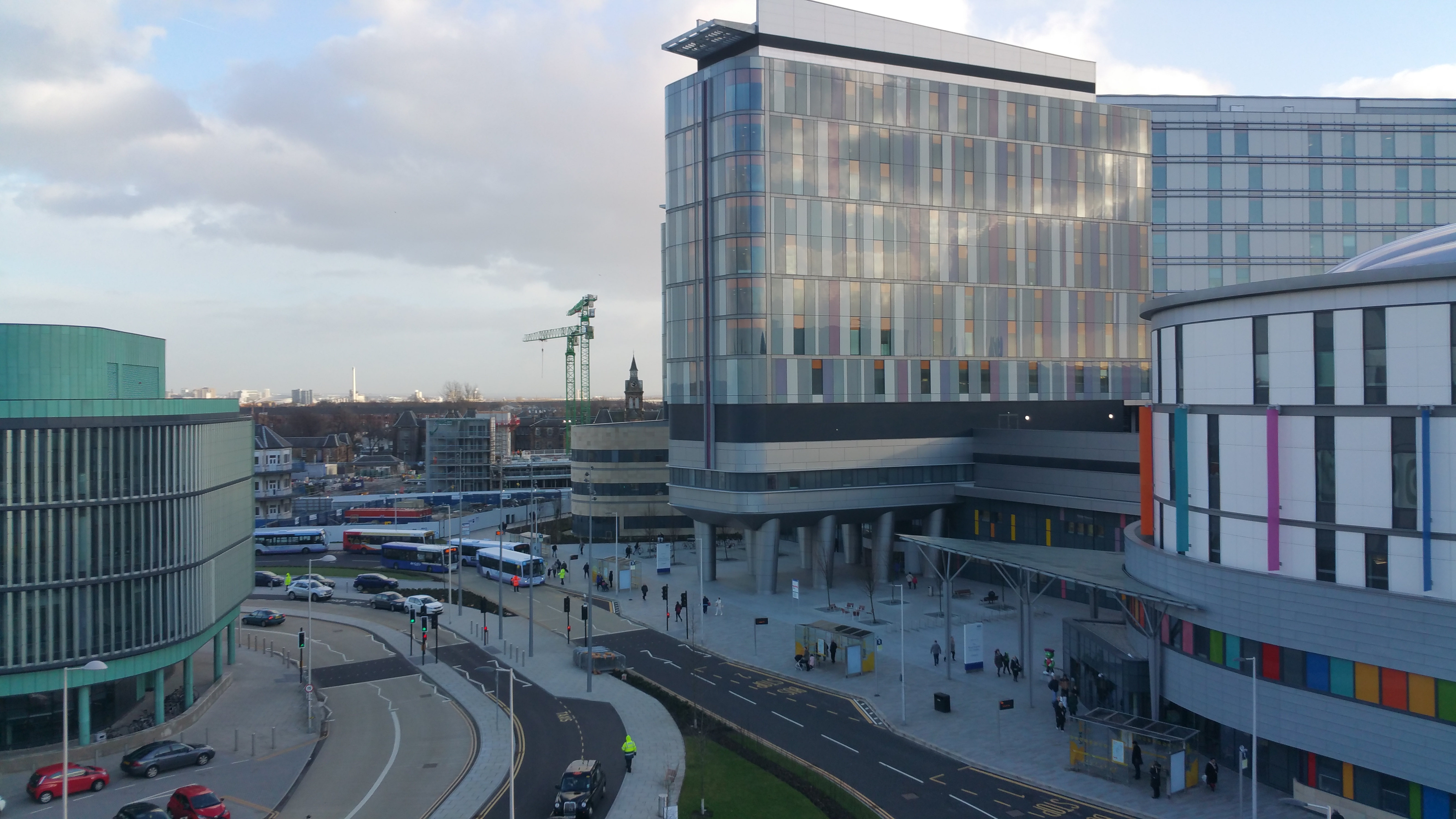
ساختمان بیمارستان دانشگاهی ملکه الیزابت

دانشگاه‌های شهر گلاسگو مشاهیر علمی بسیاری را آموزش داده یا میزبان بوده‌اند. برای مثال آدام اسمیت پدر اقتصاد مدرن و اقتصاد سیاسی، و فرانسیس هاچسون از رهبران فکری دوران روشنگری اروپا هردو از فارغ‌التحصیل دانشگاه گلاسگو بوده‌اند و پس از آن سال‌ها به عنوان استاد در همین دانشگاه تدریس می‌کرده‌اند. جوزف بلک دی‌اکسید کربن را در آزمایشگاهش در این دانشگاه کشف کرده‌است. لُرد کِلوین فیزیکدان مشهور استاد این دانشگاه بوده و چندین سال مقام ریاست دانشگاه را عهده‌دار بوده‌است. جیمز وات پدر انقلاب صنعتی در آزمایشگاهی در دانشگاه گلاسگو روی افزایش کارایی نخستین موتورهای بخار کار می‌کرده، و جان برد مخترع تلویزیون فارغ‌التحصیل دانشگاه استرت‌کلاید بوده‌است. جیمز مک‌گیل سال‌ها پس از فارغ‌التحصیلی از دانشگاه گلاسگو، اقدام به تأسیس دانشگاه مک‌گیل در کانادا کرده‌است.

### دانشگاه گلاسگو
دانشگاه گلاسگو در سال ۱۴۵۱ میلادی تأسیس شده و چهارمین دانشگاه قدیمی بریتانیا است. بیش از ۲۰٬۰۰۰ دانشجو در این دانشگاه در مقاطع کاردانی و کارشناسی، کارشناسی ارشد و دکترا به آموزش و پژوهش مشغول هستند. ساختمان اصلی دانشگاه گلاسگو که به سبک گوتیک بنا شده یکی از بناهای مهم میراث فرهنگی شهر گلاسگو است. این دانشگاه عضوی از لیگ ۱۰۰ دانشگاه برتر جهان، عضو «گروه راسل» شامل ۲۰ دانشگاه برتر بریتانیا، و عضو گروه «یونیورسیتاس ۲۱» است که انجمنی از ۲۱ دانشگاه پژوهش‌مدار در ۱۲ کشور جهان می‌باشد. همچنین، دانشگاه گلاسگو در آخرین آمار روزنامهٔ تایمز، رتبه سوم را بین دانشگاه‌های بریتانیا در زمینه کیفیت و تجربهٔ زندگی دانشجویی بدست آورده‌است.

### دانشگاه استرثکلاید
این دانشگاه در سال ۱۷۹۶ میلادی ابتدا با نام انستیتو اندرسون (Anderson Institute) تأسیس شد، در سال ۱۸۲۸ به دانشگاه تبدیل شد و پس از چندین ادغام و تغییر در سال ۱۹۶۴ میلادی به دانشگاه استرت‌کلاید (University of Strathclyde) تغییر نام داد. تمرکز آموزشی و پژوهشی این دانشگاه بر رشته‌های فنی و مهندسی، مدیریت بازرگانی، آموزش، توریسم و هتل‌داری است. بیش از ۲۵٬۰۰۰ دانشجو در دانشگاه استرت‌کلاید در مقاطع کاردانی، کارشناسی، کارشناسی ارشد و دکترا به تحصیل و پژوهش مشغولند. چندین دانشکدهٔ دانشگاه استرت‌کلاید با موسسات آموزشی در نقاط مختلف جهان همکاری می‌کنند، از جمله دانشکدهٔ هتل‌داری و توریسم که برنامهٔ آموزشی در هتل اوین تهران برگزار می‌کند. ساختمان اتحادیهٔ دانشجویی استرت‌کلاید با ۱۰ طبقه بزرگ‌ترین ساختمان از نوع خود در دانشگاه‌های بریتانیا است. جان لوگی برد مخترع تلویزیون و الکس کاپرانوس خواننده اصلی گروه راک فرانتز فردیناند از فارغ‌التحصیلان این دانشگاه هستند. کریس سایر نویسندهٔ بازی‌های مشهور کامپیوتری مانند ترنسپورت تایکون (دهه ۸۰ میلادی) و رولرکوستر تایکون (دهه ۹۰ تاکنون) فارغ‌التحصیل رشتهٔ مهندسی کامپیوتر از دانشگاه استرت‌کلاید است. کریس در بازی دههٔ ۸۰ خود از ساختمان دانشکدهٔ کامپیوتر و بسیاری از ساختمان‌های شهر گلاسگو مدل برداری و استفاده کرده‌است. دانشگاه استرت‌کلاید دارای ۲ پردیس است. پردیس اصلی که «جان اندرسون» نام دارد در مرکز شهر گلاسگو بین خیابان جُرج و خیابان کلیسای جامع (Cathedral Street) قرار گرفته‌است. پردیس دوم که «جردن‌هیل» نام دارد در غرب شهر گلاسگو واقع است که به مطالعات آموزشی و تربیت مدرس متعلق است.

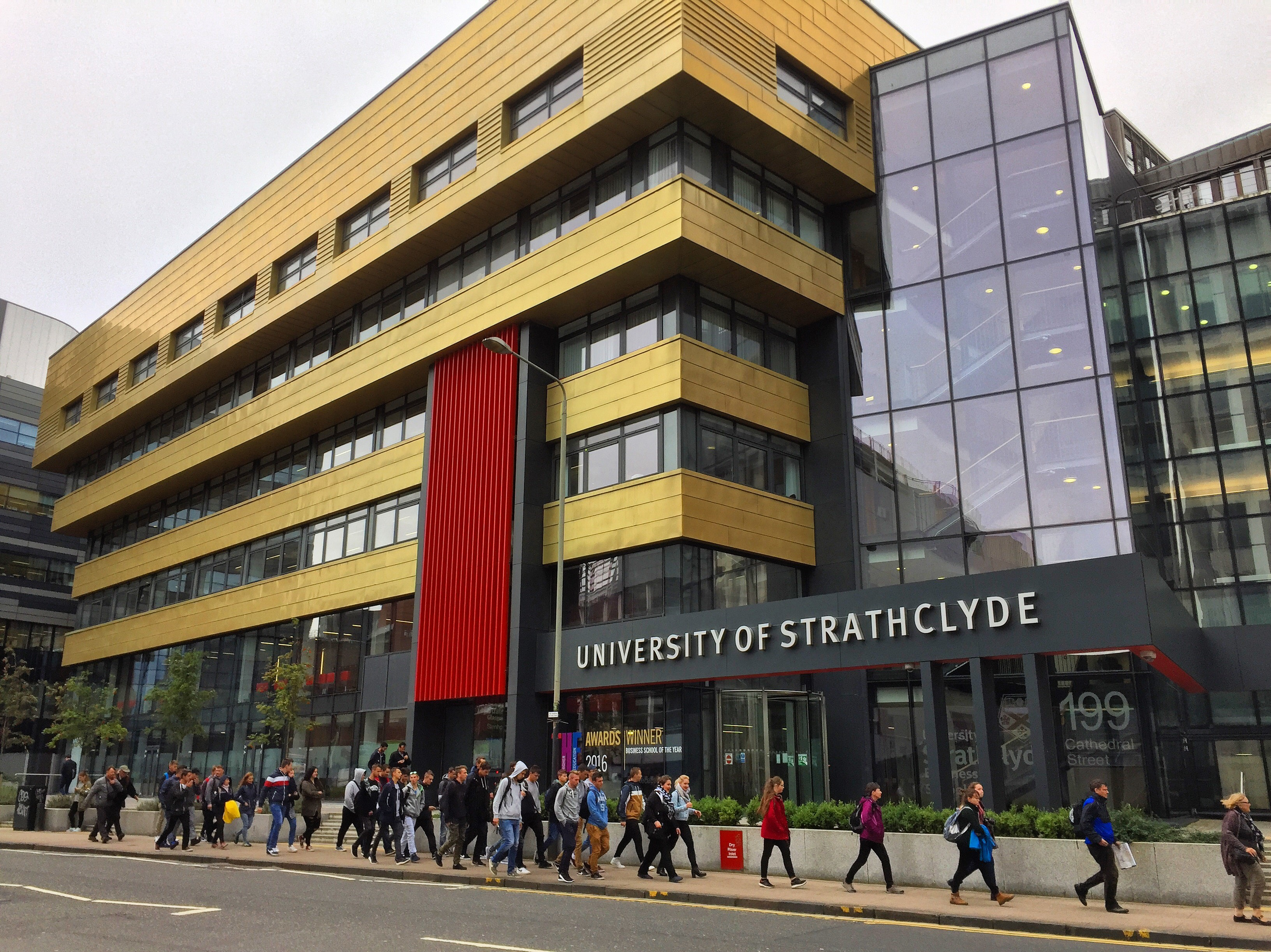
ساختمان دانشکده بازرگانی دانشگاه استرت‌کلاید

رشتهٔ کارشناسی ارشد مدیریت بازرگانی (MBA) در دانشگاه استرت‌کلاید از کیفیت و اعتبار بالایی برخوردار است؛ دانشکدهٔ مدیریت بازرگانی این دانشگاه جزء ۲۵ دانشکده‌ای در دنیا است که فارغ‌التحصیلانش مدرک MBA با اعتبار سه‌گانه (بریتانیا، آمریکا و جامعه اروپا) دریافت می‌کنند.

### دانشگاه کلدونین گلاسگو
دانشگاه کلدونیان گلاسگو (Glasgow Caledonian University) در سال ۱۸۷۵ میلادی ابتدا با نام «کالج کوئین» تأسیس، پس از ادغام با پلی‌تکنیک گلاسگو در ۱۹۹۳ تبدیل به دانشگاه شده‌است. در حال حاضر بیش از ۱۶٬۰۰۰ دانشجو در این دانشگاه مشغول به تحصیل و پژوهش هستند. تمرکز دانشگاه کلدونین روی رشته‌های مربوط به بهداشت و درمان، علوم پایه و تکنولوژی، و مدیریت بازرگانی است. مرکز آموزشی پیشرفته «سالتایر» در سال ۲۰۰۶ در قلب پردیس این دانشگاه تأسیس شد که شامل ۱۸۰۰ واحد آموزش شخصی، ۶۰۰ کامپیوتر، قابلیت اتصال بدون سیم به اینترنت برای دانشجویان، کتابخانه دانشگاه و کافه‌تریا می‌باشد. این دانشگاه دارای یک پردیس در مرکز شهر گلاسگو است که دسترسی دانشجویان را به مراکز تفریح و خرید آسان می‌کند. گوردن براون که در سال ۲۰۰۷ به مقام نخست‌وزیری بریتانیا رسید، در سال‌های ۱۹۷۶ تا ۱۹۸۰ در این دانشگاه به تدریس علوم سیاسی اشتغال داشته‌است.
دکتر حسن روحانی هفتمین رئیس‌جمهور اسلامی ایران و رئیس دولت یازدهم این کشور تحصیلات خود را در مقاطع کارشناسی ارشد و دکترا به ترتیب در رشته‌های حقوق عمومی و حقوق اساسی در این دانشگاه به پایان رسانده‌است.

### دانشگاه غرب اسکاتلند
دانشگاه غرب اسکاتلند در سال ۱۸۹۷ میلادی با نام دانشگاه پیزلی (University of Paisley) تأسیس شده‌است. در سال ۱۹۹۷ در پی ادغام با کالج بِل و کالج همیلتون تبدیل به دانشگاه غرب اسکاتلند (University of the West of Scotland) شد که دارای ۴ پردیس در منطقهٔ پیزلی (Paisley) در حومه جنوبی گلاسگو، شهر ایر (Ayr)، شهر همیلتون (Hamilton) و شهرک دامفریز (Dumfries) می‌باشد. بیش از ۱۸٬۰۰۰ دانشجو در این دانشگاه مشغول به تحصیل و پژوهش هستند. تمرکز این دانشگاه بیشتر بر رشته‌های مدیریت بازرگانی، تکنولوژی کامپیوتر، علوم آموزشی، بهداشت و درمان، رسانه‌ها، زبان و علوم انسانی است.

### مدرسه هنر گلاسگو
مدرسه هنر گلاسگو (Glasgow School of Art) یکی از مراکز معتبر هنری و از معدود مدارس هنری مستقل در بریتانیا است. بیش از ۱٬۶۰۰ دانشجو و هنرمند از کشورهای مختلف جهان در این مدرسه مشغول به کار هستند. ساختمان مرکزی این مدرسه توسط هنرمند و معمار مشهور اسکاتلندی چارلز رنی مکینتاش (Charles Rennie Mackintosh) طراحی شده که از فارغ‌التحصیلان همین مدرسه بوده‌است. پردیس اصلی مدرسه هنر گلاسگو در منطقه گارنِت‌هیل در مرکز شهر گلاسگو واقع شده، و پردیس دوم آن در ساختمان خانهٔ هنردوست (House of an Art Lover ازجمله کارهای دیگر چارلز رنی مکینتاش) در پارک بِلاهیوستون (Bellahouston Park) در جنوب گلاسگو قرار دارد.

## شهر والنتاین، شهر عشق
گلاسگو به همراه دوبلین و پاریس سه شهر اروپایی هستند که در روز والنتاین لقب «شهر عشق» را به یدک می‌کشند، آنهم به این دلیل که بقایای والنتاین قدیس در کلیسایی در این شهر نگهداری می‌شود. این بقایا از قرن ۱۹ میلادی تا اواخر قرن ۲۰ (سال ۱۹۹۹) در کلیسای فرانسیس مقدس (St Francis) نگهداری می‌شد اما کمتر کسی خارج از حلقهٔ مقامات مذهبی از وجود آن اطلاع داشت. در سال ۱۹۹۹ این بقایا به کلیسای The Blessed John Duns Scotus منتقل شد که توجه رسانه‌های عمومی و به طبع آن مردم را به خود جلب کرد، به‌طوری که شهر گلاسگو به خاطر میزبانی والنتاین قدیس «شهر عشق» لقب گرفت و از سال ۲۰۰۲ این شهر در روز والنتاین میزبان فستیوالی به نام «فستیوال عشق» است.

## شهرهای خواهر
خواهرشهرهای گلاسگو عبارت‌اند از:
- هاوانا، کوبا
- تورین، ایتالیا
- مارسی، فرانسه
- بیت‌لحم، فلسطین
- نورمبرگ، آلمان
- دالیان، چین
- لاهور، پاکستان بایگانی‌شده  در ۲۹ نوامبر ۲۰۰۶ توسط Wayback Machine
- روستوف، روسیه

### پیوندهای شهری
- شهرداری گلاسگو
- شهر بازرگانان گلاسگو
- منطقه بین‌المللی خدمات اقتصادی گلاسگو[پیوند مرده]
- داستان گلاسگو (دانشنامه شهر)
- نقشه هسته مرکزی شهر گلاسگو بایگانی‌شده  در ۱۴ مه ۲۰۰۸ توسط Wayback Machine

### پیوندهای دانشگاهی
- دانشگاه گلاسگو
- دانشگاه استرت‌کلاید
- دانشگاه کلدونین بایگانی‌شده  در ۸ مارس ۲۰۱۰ توسط Wayback Machine
- دانشگاه غرب اسکاتلند
- مدرسه هنر گلاسگو
- فرهنگستان سلطنتی موسیقی و نمایش اسکاتلند
- کالج علوم دریایی
- کالج استو
- کالج انیزلند

### دیدنی‌ها
- موزه‌های گلاسگو
- راهنمای توریستی گلاسگو
- راهنمای شهر گلاسگو
- راهنمای غرب شهر Glasgow West End
- راهنمای جنوب شهر Glasgow South Side

### وب‌کَم (زنده)
- میدان جُرج (مرکز شهر) از ۲ زاویه
- گوشه خیابان بیوکانن (نرسیده به سوکیهال) از بالای سالن کنسرت سلطنتی
- منطقه الفینستون در کنار بزرگراه‌ام-۸
- وب‌کم‌های ترافیکی شهر

### عکس‌هایی از گلاسگو
- معماری گاسگو در اینستاگرام